# おそ松さん 松まつり!
『おそ松さん 松まつり！』（おそまつさん まつまつり！）は、2016年12月22日にバンダイナムコエンターテインメントから発売された、ニンテンドー3DS用ゲームソフト。後に廉価版「Welcome Price!!」として2017年11月9日に再発売。

## 概要
アニメーション作品『おそ松さん』を題材としている。プレイヤーは松野家の6つ子の中から1人を「推し松」として選択し、ミニゲームをプレイして好感度を上げることで、後述の収集要素を集めるという内容になっている。

## ミニゲーム
ドンジャラ
推し松と、ランダムに選ばれた他の3キャラクターによるドンジャラ。牌は9色×9種類の全81枚。親はランダムで決まり、1ラウンドが終わるごとに交代する。4ラウンドを終了するか、誰かのポイントが0になった時点での順位が最終順位となる。牌に振られた番号の組み合わせによって、役が成立するとボーナスポイントが加算される。
ハイブリッドおでん
推し松がおでん屋となるパズルゲーム。マッチ3ゲームの要領で縦か横に3つ以上同じおでんの具をそろえると消えてポイントを獲得できる。光っている具やキャラクターをタッチすることで、同じ具をまとめて消したり、一定の列や数の具を消したりすることができる。
ハイカラカフェ
推し松が喫茶店の店員となる記憶ゲーム。来店する他のキャラクターの注文が上画面に表示された後に、下画面から注文と同じ商品をタッチで選択し、合っていれば成功となる。注文を間違えたり一定時間を過ぎると失敗となり、コンボが途切れる。ダヨーンが来店した際には、下画面を連打し続け、連打の数×300ポイントを獲得することができる。
フラッグダンシング
ハタ坊と一緒に旗揚げをするリズムゲーム。上画面で音楽に合わせ「松」マークと「星」マークが流れてくるので、下画面の対応するマークをリズムに合わせてタッチすることでスコアを獲得できる。音楽は「フラッグダンス」「ホワイトスノー」「アウタースペース」の3曲で、それぞれにハードモードの譜面も用意されている。
合コンフロントライン
5列のラインから走ってくる推し松以外のキャラクターを、同じラインでハリセンを振るうことで撃退する。キャラクターはスピードアップしたり、急ブレーキをかけたり、急に隣のラインに移動したりする。3回失敗する（席に座った女の子が帰る）とゲームオーバー。「神」マークを獲ると、帰った女の子が全て戻ってくる。失敗していなかった場合は、一定時間推し松を移動させなくてもキャラクターを自動的に撃退してくれる。
赤塚ステークス
推し松が騎手となって競馬で争うレースゲーム。モブキャラとして描かれた他の騎手4名とのレースとなる。モブキャラと比較して自キャラの速度は遅めに設定してあるが、「ジャンプ」で取れるアイテムで妨害することができる。また「スピードUP」をタッチすることでスピードゲージを1消費して一定時間スピードを上げることができる。スピードゲージは「ニンジン」を取ることで1回復する。
無重力スパイラル
縦スクロールで進む宇宙空間でゴールを目指す回避ゲーム。ステージに設置されたコイン等を取るとスコアを獲得できる。障害物にぶつかるとスコアとO2ゲージが減少する。O2ゲージが0になるとゲームオーバー。流れ星を獲得すると、一定時間無敵状態になり、障害物にぶつかっても撃退でき、スコアも獲得できる。ちなみに、ゴールの惑星は推し松ごとにその形状が異なる。
6つ子たたき
モグラ叩きの要領で、6つの穴から出てくる推し松以外のキャラクターをタッチすることでスコアが入る。トト子をタッチすると減点。金色に光る聖澤庄之助を叩くと通常より多くのスコアを獲得でき、それを3回叩くことで一定時間フィーバータイムとなり、聖澤庄之助のみが穴から出現するようになる。
釣り堀フィッシング
アニメにも登場した釣り掘で行う釣りゲーム。下画面の水面をタッチし浮きを投げ入れる。魚がかかると浮きが沈み、もう1度タッチしてヒットさせる。この時のタッチが遅いと失敗となる。ヒットしたら下画面をタッチし続けることで釣りあげることができるが、右に表示されるゲージが満タンになると失敗となる。タッチを放すことでゲージが減少するが、ゲージが0になっても失敗となる。これを5回繰り返し、合計のスコアが最終スコアとなる。魚影が大きな魚ほどスコアは多く獲得できるが、その分釣りにくくなっている。
雪合戦
推し松とその他のキャラクター5人で戦う雪合戦。タッチを放すことで雪玉を作ることができ、最大2個まで所持できる。他のキャラクターをタッチすることで、その方向へ雪玉を投げ、当たればダメージとなる。時折転がってくる大きな雪玉に当たるとダメージを受けるが、一定時間雪だるまの形になり無敵状態となる。さらに無敵時に相手にぶつかると相手がダメージを受ける。各自、3回ダメージを受けたら脱落となる。ステージに設置された雪だるまは、1回雪玉を当てると消滅する。

## 収集要素
推し松カード
各キャラクターごとに48種の立ち絵・ボイス・背景が用意されており、それらを組み合わせて「推し松カード」を作成できる。各要素はミニゲームのクリア時に貰える好感度によってもらえる物と、各ミニゲームに設定された条件をクリアすることで解禁される物の2種類が存在する。さらに、自分の選択した「推し松カード」を、すれ違い通信によって同ソフトのすれ違い通信を行っているユーザーに送信することが可能である。
シーン
テレビアニメ作品から抜粋したシーンが100種類収録されている。各ミニゲームに設定された条件をクリアすることで解禁されていく。シーンは動画ではなく、静止画を組み合わせて構成されたものにボイスを収録した形となっている。なお、ボイスが収録されているのは松野家の6つ子の他にはエスパーニャンコ（声：大川透）のみであり、他のキャラクターの台詞は省略されるか、吹き出しで補完されている。